# История административно-территориального деления Москвы

Территориальные изменения города Москвы, с 1922 года по 1995 год.

История административно-территориального деления Москвы — исторический процесс создания и преобразования территорий города Москвы и организаций по их управлению.
В настоящее время город федерального значения Москва делится на 12 административных округов, которые включают 132 района.

## Москва в Российской империи

### Части города в1767 году
С 1767 года Москва делилась на 14 частей:
- 1-я часть (Кремль, Китай-город и восточная часть Белого города)
- 2-я часть (Белый город в западной части от реки Неглинной)
- 3-я часть (Земляной город, позже — Пречистенская и частично Арбатская часть)
- 4-я часть (за Земляным городом. Хамовники и Дорогомилово)
- 5-я часть (за Земляным городом, Пресня и Сущёво)
- 6-я часть (в Земляном городе, частично Арбатская и частично Сретенская часть)
- 7-я часть (в Земляном городе, частично Сретенская и Яузская части)
- 8-я часть (за Земляным городом, частично Сущёвская и Мещанская части)
- 9-я часть (за Земляным городом, Басманная и частично Лефортовская части)
- 10-я часть (за Земляным городом, Таганская и Рогожская части)
- 11-я часть (в Замоскворечье, Якиманская и частично Серпуховская части)
- 12-я часть (в Замоскворечье, Пятницкая и частично Серпуховская части)
- 13-я часть (за Земляным валом, частично Лефортовская и Сокольническая части)
- 14-я часть (в Земляном городе и за ним, частично Пречистенская и Хамовническая части)

### Части города в1782 году
С 1782 года Москва делилась на 20 частей:
- 1-я часть — Кремль и Китай-город
- 2-я часть — восточная часть Замоскворечья Земляного города от Большой Ордынки
- 3-я часть — Замоскворечье между Земляным и Камер-Коллежским валами
- 4-я часть — западная часть Замоскворечья в Земляном городе от Большой Ордынки
- 5-я часть — восточная часть Белого города, между Петровкой и рекой Яузой
- 6-я часть — западная часть Белого города между Петровкой и Москвой-рекой
- 7-я часть — западная часть Земляного города между рекой Москвой и Арбатом
- 8-я часть — Земляной город между Арбатом и Тверской улицей
- 9-я часть — Земляной город между Тверской и Мясницкой улицами
- 10-я часть — Земляной город между Мясницкой улицей и рекой Москвой (включая Заяузье)
- 11-я часть — за Земляным городом — Хамовники, от Крымского моста до Смоленской улицы
- 12-я часть — за Земляным городом, от Смоленской улицы до Новинского переулка, Пресненских прудов и реки Москвы с Дорогомиловым
- 13-я часть — за Земляным городом, от реки Москвы, Пресненских прудов и Новинского переулка до Миусского поля
- 14-я часть — за Земляным городом, от Миусского поля до Божедомского и Самарского переулков
- 15-я часть — за Земляным городом, от Божедомского и Самарского переулков до Большой Спасской и Большой Переяславской улиц
- 16-я часть — за Земляным городом, от Большой Спасской и Большой Переяславской улиц до Каланчевского поля, Немецкой и Старой Басманной улиц
- 17-я часть — за Земляным городом, между Николоямской улицей и рекой Москвой
- 18-я часть — за Земляным городом, между Николоямской улицей и Вознесенской улицей
- 19-я часть — за Земляным городом, между Немецкой и Покровской улицами до реки Яузы и за нею, от Салтыковского до Покровского моста и Большой Семеновской улицы
- 20-я часть — за Земляным городом и рекой Яузой, от Большой Семёновской улицы до Каланчевского поля включительно.

### Части города в1810 году
В 1810 году Москва делилась на 20 частей:
В Кремле и Китай-городе
- I Городская часть

В Белом городе:
- II Тверская часть
- III Мясницкая часть

В Земляном городе:
- IV Пятницкая часть
- V Якиманская часть
- VI Пречистенская часть
- VII Арбатская часть
- VIII Сретенская часть
- IX Яузская часть

За Земляным городом:
- X Басманная часть
- XI Рогожская часть
- XII Таганская часть
- XIII Серпуховская часть
- XIV Хамовническая часть
- XV Новинская часть
- XVI Пресненская часть
- XVII Сущёвская часть
- XVIII Мещанская часть
- XIX Покровская часть
- XX Лефортовская часть

12 октября 1829 года Таганская часть вошла в состав Рогожской, Новинская — в состав Пресненской, Покровская — в состав Лефортовской.

### Части города в1852 году

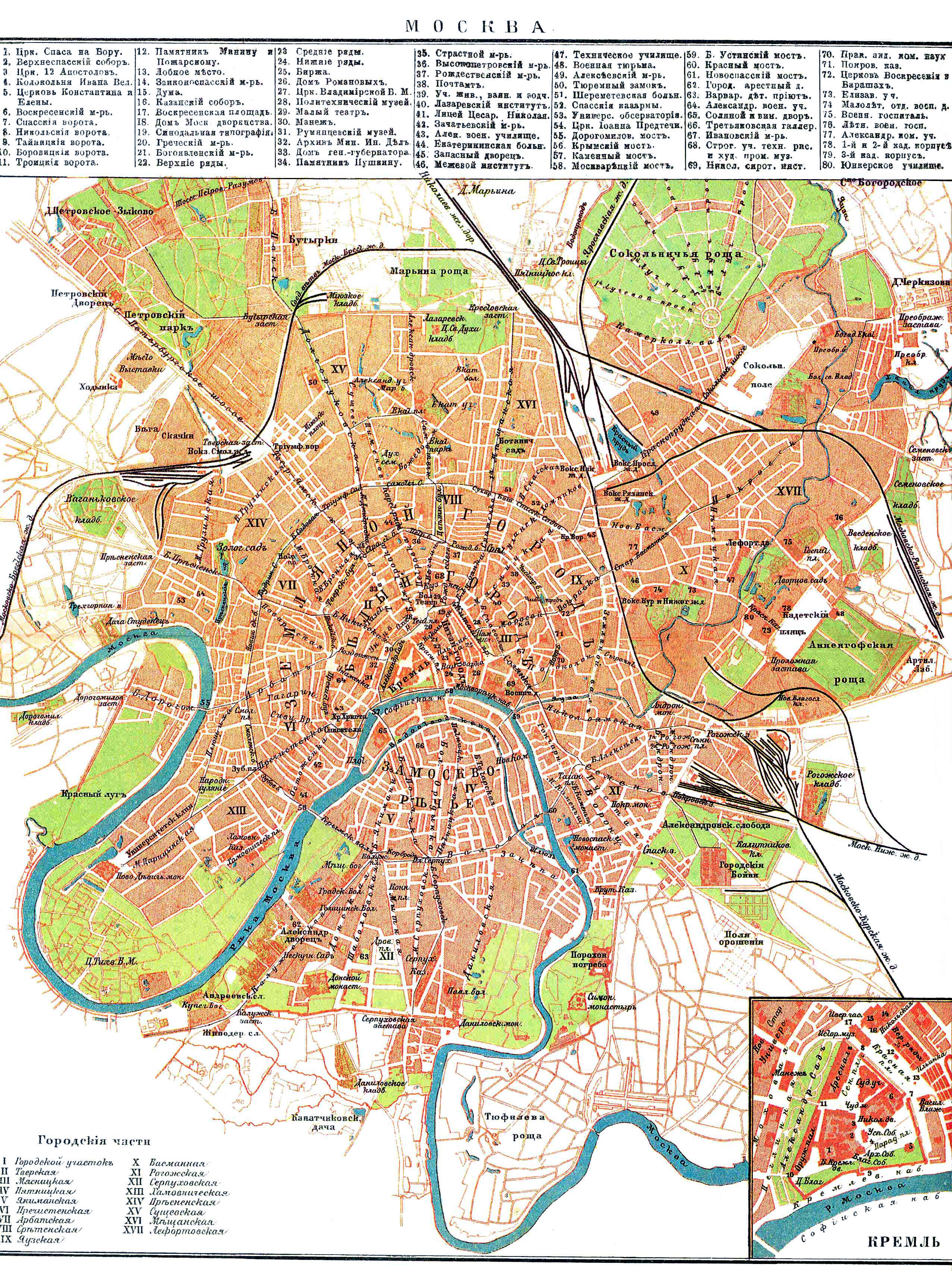
Части Москвы в 1895 году (занумерованы римскими цифрами, границы нанесены тонкими чёрными линиями)

В 1852 году Москва делилась на 17 городских частей. Это деление сохранялось и в 1896 году (римские цифры соответствуют нумерации на карте справа):
Кремль и Китай-город:
- Городская часть (участок) (I)

Белый город:
- Тверская часть (II)
- Мясницкая часть (III)

Земляной город:
- Пятницкая часть (IV)
- Якиманская часть (V)
- Пречистенская часть (VI)
- Арбатская часть (VII)
- Сретенская часть (VIII)
- Яузская часть (IX)

За Земляным городом:
- Басманная часть (X)
- Рогожская часть (XI)
- Серпуховская часть (XII)
- Хамовническая часть (XIII)
- Пресненская часть (XIV)
- Сущёвская часть (XV)
- Мещанская часть (XVI)
- Лефортовская часть (XVII)

### Части города в1916 году

План города Москвы с пригородами А. С. Суворина (1916 год)

В 1916 году Москва делилась на 17 городских частей (состоящих из 41 участка) и 7 участков, территориально относившихся не к городу, а к Московскому уезду, но находившихся в ведении Московской столичной полиции:
Кремль и Китай-город:
- Городская часть (не имела деления на участки)

Белый город:
- Тверская часть (3 участка)
- Мясницкая часть (3 участка)

Земляной город:
- Пятницкая часть (2 участка)
- Якиманская часть (2 участка)
- Пречистенская часть (2 участка)
- Арбатская часть (2 участка)
- Сретенская часть (2 участка)
- Яузская часть (2 участка)

За Земляным городом:
- Басманная часть (2 участка)
- Рогожская часть (3 участка)
- Серпуховская часть (2 участка)
- Хамовническая часть (2 участка)
- Пресненская часть (3 участка)
- Сущёвская часть (3 участка)
- Мещанская часть (4 участка)
- Лефортовская часть (3 участка)

Пригороды:
- Петровско-Разумовский участок
- Бутырский участок
- Мариинский участок
- Алексеевский участок
- Богородский участок
- Ново-Андрониевский участок
- Симоновский участок

## Москва в советское время

### Районы в1917—1920
В марте 1917 года короткое время существовали 44 комиссариатских участка, а затем Совет рабочих депутатов разделил Москву на 8 районов, что соответствовало подпольному районированию города у большевиков:
- Городской
- Сокольнический
- Лефортовский
- Рогожско-Басманный
- Замоскворецкий
- Хамовнический
- Пресненский
- Бутырский

В октябре 1917 года образовано 11 районов:
- Городской
- Сокольнический
- Благуше-Лефортовский
- Басманный
- Рогожский
- Симоновский
- Замоскворецкий
- Хамовническо-Дорогомиловский
- Пресненский
- Бутырский
- Сущёвско-Марьинский

В апреле 1918 года Рогожский и Симоновский объединены в Рогожско-Симоновский район. Образован Алексеево-Ростокинский район. В марте 1920 года Алексеево-Ростокинский вошёл в состав Сокольнического района.

### Районы в1920—1936
В марте 1920 года в результате укрупнения образованы 7 районов, среди них 1 в пределах Садового кольца (исключая Замоскворечье):
- Городской

и 6 расходящихся по радиусам до границы города:
- Сокольнический
- Басманный
- Рогожско-Симоновский
- Замоскворецкий
- Хамовнический
- Пресненский

В апреле 1920 года Пресненский переименован в Краснопресненский, Басманный — в Бауманский.
В июне 1922 года упразднён Городской район, а его территория была разделена между другими районами. В Москве стало 6 районов.
Схема районов Москвы в 1922—1929 годах
19 апреля 1929 года Рогожско-Симоновский переименован в Пролетарский.
11 декабря 1930 года постановлением Президиума Моссовета и Мособлисполкома число районо было увеличено с 6 до 10. Хамовнический переименован в Ленинский, Замоскворецкий — в Москворецкий. Образованы новые районы:
- Октябрьский
- Дзержинский
- Сталинский
- Фрунзенский[источник не указан 2209 дней].

В декабре 1934 года после убийства С. М. Кирова Москворецкий переименован в Кировский.
В итоге в большинстве названий районов были увековечены историко-революционные понятия, имена деятелей партии и государства, названия исторических местностей отражала меньшая часть.

### Районы в1936—1960

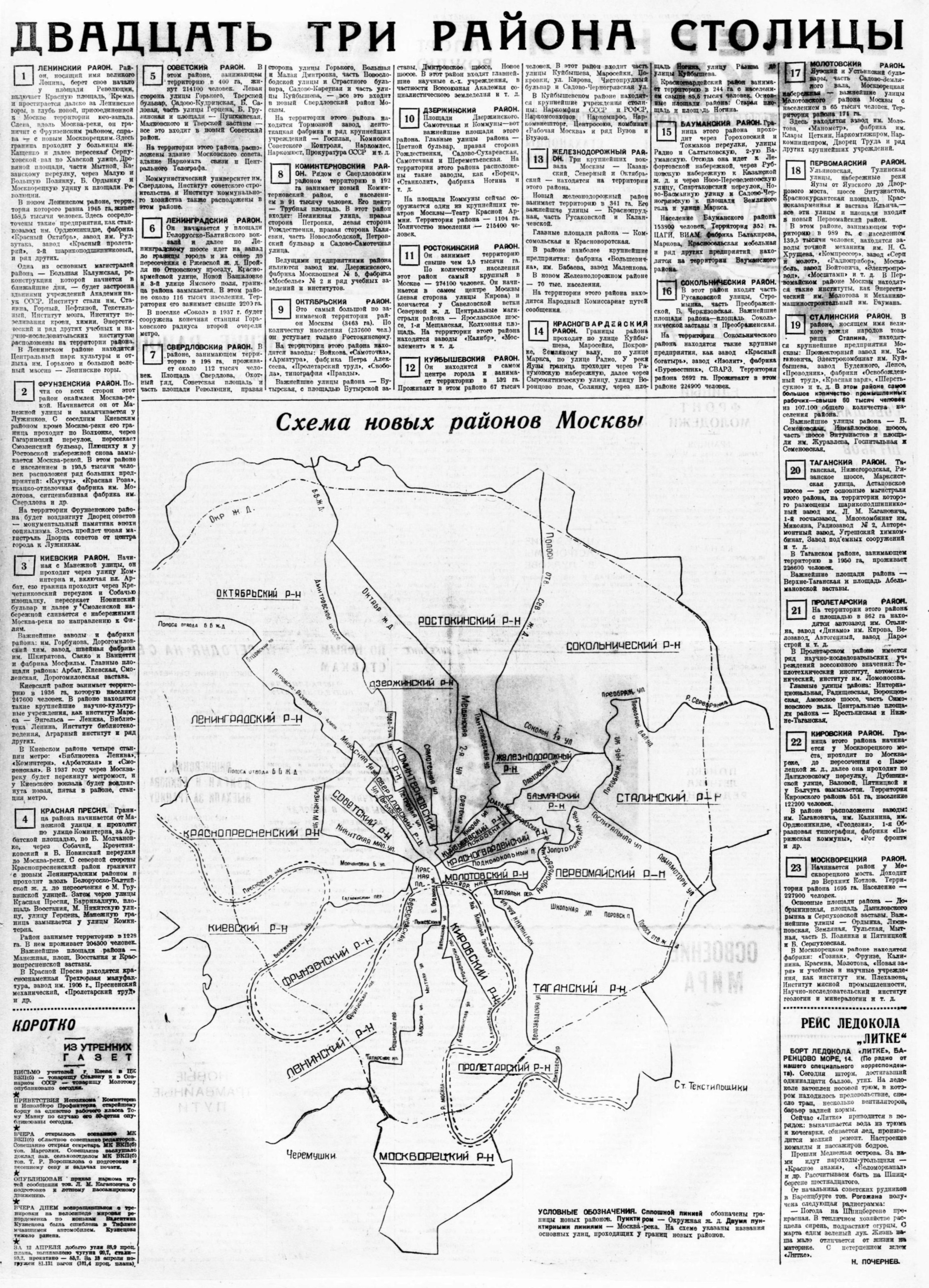
Разворот газеты «Вечерняя Москва» от 15 апреля 1936 года

В апреле 1936 года в связи с расширением границ Москвы и разукрупнением число районов увеличилось с 10 до 23, среди них 11 центральных:
- Железнодорожный
- Бауманский
- Куйбышевский
- Красногвардейский
- Молотовский
- Кировский
- Фрунзенский
- Краснопресненский
- Советский
- Свердловский
- Коминтерновский

и 12 окраинных, выходящих к границе города:
- Сокольнический
- Сталинский
- Первомайский
- Таганский
- Пролетарский
- Москворецкий
- Ленинский
- Киевский
- Ленинградский
- Октябрьский
- Дзержинский
- Ростокинский

В апреле 1941 года образован Калининский район, в мае 1941 года — Тимирязевский. В мае 1945 года Ростокинский переименован в Щербаковский. В октябре 1948 года Таганский переименован в Ждановский. В сентябре 1957 года упразднены 5 районов:
- Железнодорожный вошёл в состав Куйбышевского
- Красногвардейский вошёл в состав Бауманского
- Первомайский вошёл в состав Калининского
- Молотовский вошёл в состав Пролетарского
- Коминтерновский вошёл в состав Свердловского

### Районы в1960—1969

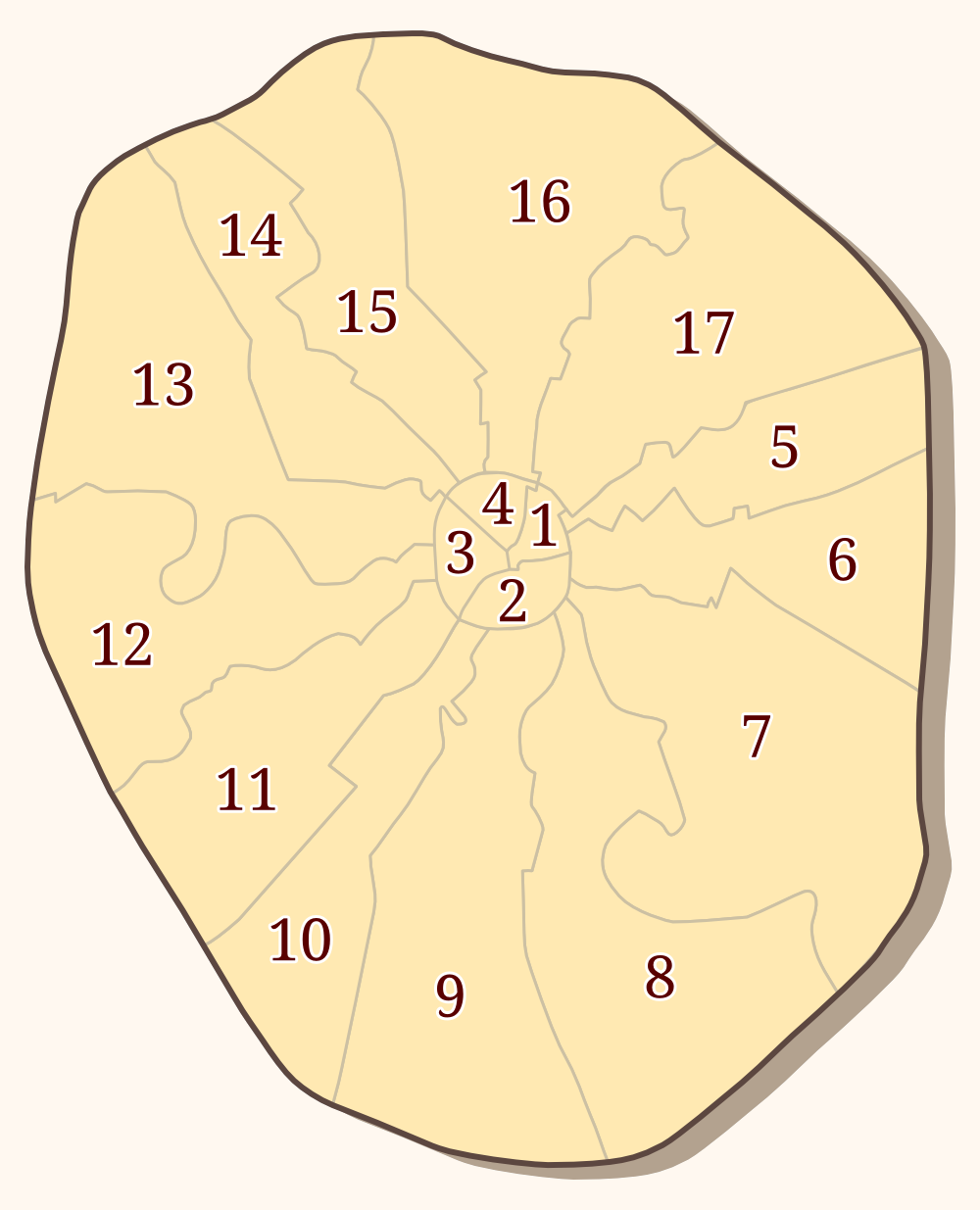
Схема Москвы, 1960 год

17 августа 1960 года в связи с расширением границ Москвы до МКАД образовано 17 районов, среди них 4 в пределах Садового кольца:
1. Бауманский
2. Кировский
3. Фрунзенский
4. Свердловский
и 13, по радиусам расходящихся от Садового кольца до МКАД:
5. Сталинский
6. Калининский
7. Ждановский
8. Пролетарский
9. Москворецкий
10. Октябрьский
11. Ленинский
12. Киевский
13. Краснопресненский
14. Ленинградский
15. Тимирязевский
16. Дзержинский
17. Куйбышевский
Схема районов Москвы в 1960 году
В конце 1961 года Сталинский район переименован в Первомайский.

### Районы в1969—1991

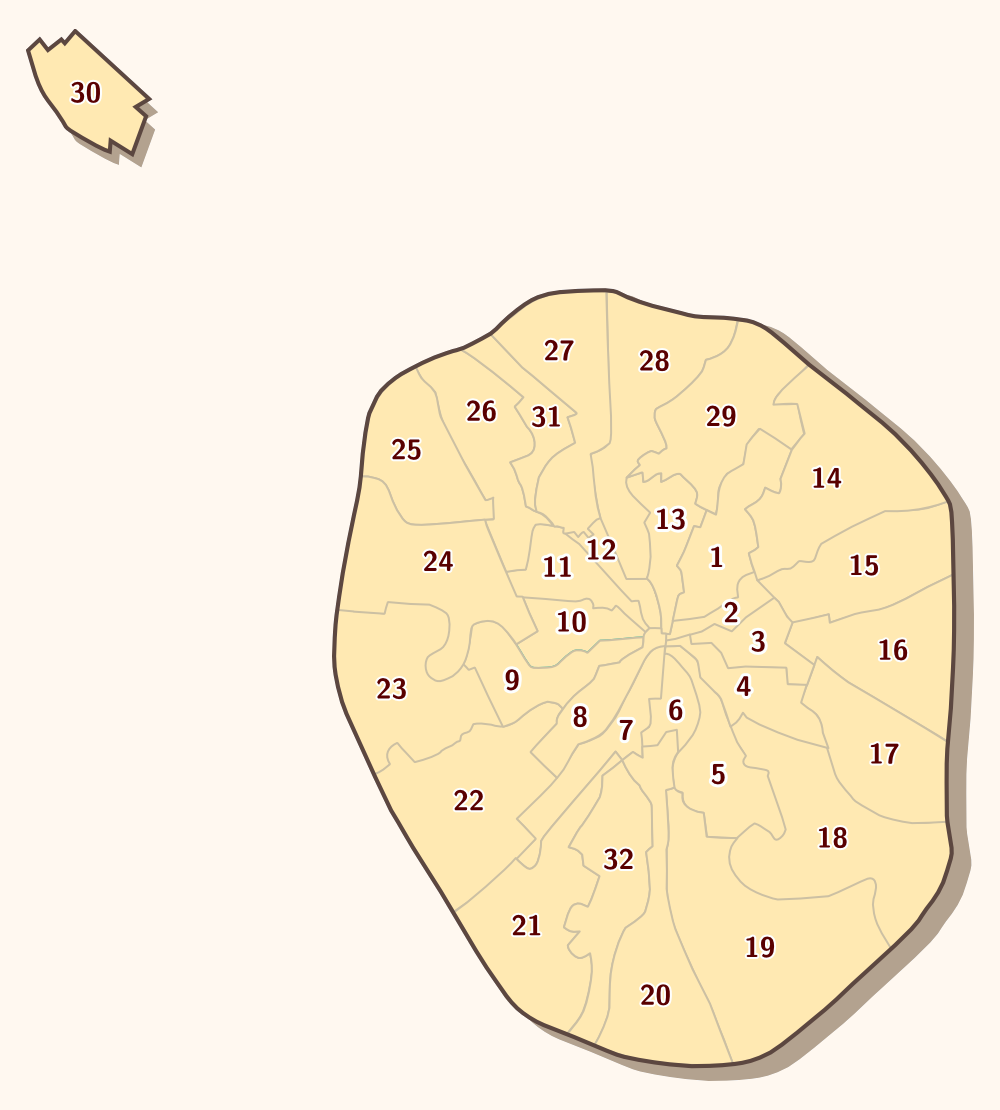
Схема Москвы, 1978 год

Схема Москвы, 1988 год

В начале 1969 года образовано 30 районов, среди них 13 центральных:
1. Сокольнический
2. Бауманский
3. Калининский
4. Ждановский
5. Пролетарский
6. Москворецкий
7. Октябрьский
8. Ленинский
9. Киевский
10. Краснопресненский
11. Фрунзенский
12. Свердловский
13. Дзержинский

16 окраинных, выходящих к границе города:
14. Куйбышевский
15. Первомайский
16. Перовский
17. Волгоградский
18. Люблинский
19. Красногвардейский
20. Советский
21. Черёмушкинский
22. Гагаринский
23. Кунцевский
24. Хорошёвский (затем Ворошиловский, затем снова Хорошёвский)
25. Тушинский
26. Ленинградский
27. Тимирязевский
28. Кировский
29. Бабушкинский
и 1 район за пределами МКАД:
30. Зеленоградский
В январе 1970 года Хорошёвский район переименован в Ворошиловский.
В 1977 году образованы районы:
- 31. Железнодорожный — из частей Ленинградского и Тимирязевского районов
- 32. Севастопольский — из частей Советского и Черёмушкинского районов

Схема районов Москвы в 1977—1983 годах
В 1983 году Черёмушкинский район переименован в Брежневский.
10 мая 1984 года в состав Москвы включён город Солнцево, рабочие посёлки Западный и Мещерский, дачные посёлки Переделкино и Чоботы, посёлки Здоровый Отдых, Лазенки и Лукино, деревни Орлово, Суково, Терешково и Федосьино. Образован Солнцевский район. В Москве стало 33 района.
11 декабря 1985 года за счёт присоединения новых территорий за МКАД расширены территории Волгоградского, Ленинградского, Перовского, Советского, Тимирязевского, Тушинского районов. Полутора годами ранее эти же территории были переданы в административное подчинение Моссовета. К этому моменту на территории Москвы существовали Зеленоградский городской, районные советы соответствующих 33 районов, а также Восточный, Некрасовский, Рублевский, Внуковский поселковые и Толстопальцевский сельский советы народных депутатов.
В 1988 году Ждановский район переименован в Таганский, а Брежневский — обратно в Черёмушкинский.
В 1990 году Ворошиловский район переименован обратно в Хорошёвский.
В 1991 году районное деление было заменено, но данное районирование сохранялось в системе представительной власти до 1993 года, пока советы не были распущены, а сегодня по такому принципу в целом остаются организованы суды, подразделения военкоматов, прокуратуры, отделения некоторых банков. Не всегда эти организации совпадают с названием района, в котором находятся ныне и/или который обслуживают.
| Районы в 1985—1988 | Районные суды города Москвы | Межрайонные прокуратуры города Москвы | Объединённые военные комиссариаты города Москвы |
| ------------------ | --------------------------- | ------------------------------------- | ----------------------------------------------- |
| Бабушкинский       | Бабушкинский                | Бабушкинская                          | Бабушкинский                                    |
| Бауманский         | Басманный                   | Басманная                             | Красносельский                                  |
| Кировский          | Бутырский                   | Бутырская                             | Бутырский                                       |
| Октябрьский        | Гагаринский                 | Гагаринская                           | Гагаринский                                     |
| Ленинградский      | Головинский                 | Головинская                           | Головинский                                     |
| Киевский           | Дорогомиловский             | Дорогомиловская                       | —                                               |
| Москворецкий       | Замоскворецкий              | Замоскворецкая                        | Замоскворецкий                                  |
| Зеленоградский     | Зеленоградский              | Зеленоградский                        | Зеленоградского АО                              |
| Севастопольский    | Зюзинский                   | Зюзинская                             | Академический                                   |
| Первомайский       | Измайловский                | Измайловская                          | Измайловский                                    |
| Железнодорожный    | Коптевский                  | Коптевская                            | Коптевский                                      |
| Волгоградский      | Кузьминский                 | Кузьминская                           | Кузьминский                                     |
| Кунцевский         | Кунцевский                  | Кунцевская                            | Кунцевский                                      |
| Калининский        | Лефортовский                | Лефортовская                          | Лефортовский                                    |
| Люблинский         | Люблинский                  | Люблинская                            | Люблинский                                      |
| Сокольнический     | Мещанский                   | Мещанская                             | —                                               |
| Красногвардейский  | Нагатинский                 | Нагатинская                           | Царицынский                                     |
| Гагаринский        | Никулинский                 | Никулинская                           | Раменский                                       |
| Дзержинский        | Останкинский                | Останкинская                          | Останкинский                                    |
| Перовский          | Перовский                   | Перовская                             | Перовский                                       |
| Куйбышевский       | Преображенский              | Преображенская                        | Преображенский                                  |
| Краснопресненский  | Пресненский                 | Пресненская                           | —                                               |
| Фрунзенский        | Савёловский                 | Савёловская                           | Савёловский                                     |
| Пролетарский       | Симоновский                 | Симоновская                           | Даниловский                                     |
| Солнцевский        | Солнцевский                 | Солнцевская                           | Солнцевский                                     |
| Ждановский         | Таганский                   | Таганская                             | —                                               |
| Свердловский       | Тверской                    | Тверская                              | Тверской                                        |
| Тимирязевский      | Тимирязевский               | Тимирязевская                         | Тимирязевский                                   |
| Тушинский          | Тушинский                   | Тушинская                             | Тушинский                                       |
| Ленинский          | Хамовнический               | Хамовническая                         | —                                               |
| Ворошиловский      | Хорошёвский                 | Хорошёвская                           | Хорошёвский                                     |
| Брежневский        | Черёмушкинский              | Черёмушкинская                        | Черёмушкинский                                  |
| Советский          | Чертановский                | Чертановская                          | Чертановский                                    |
| —                  | Троицкий                    | Троицкого и Новомосковского АО        | Троицкого и Новомосковского АО                  |
| —                  | Щербинский                  | Троицкого и Новомосковского АО        | Троицкого и Новомосковского АО                  |

## Изменения с1991 годапо2011 год

Границы административных округов и районов Москвы до 2011 года.

### Деление на муниципальные округа
См. также: Список муниципальных округов Москвы
После 1991 года территориальное деление Москвы было изменено. Были созданы 10 административных округов, которые делились на муниципальные округа. Данный порядок административного деления Москвы на двухступенчатой основе впервые появился в распоряжении мэра Москвы «Об установлении временных границ муниципальных округов Москвы». При этом в Центральном административном округе муниципальные округа не вводились.

### Выделение дополнительных муниципальных округов
Позже были выделены некоторые дополнительные муниципальные округа.
16 декабря 1991 года из состава муниципального округа Ивановское был выделен муниципальный округ Южное Измайлово.
2 марта 1992 года из состава Левобережного выделен Молжаниновский.
13 марта 1992 года из состава Жулебино был выделен муниципальный округ «Посёлок Некрасовка».
- муниципальный округ «Ивановское» → муниципальный округ «Южное Измайлово»
- муниципальный округ «Левобережный» → муниципальный округ «Молжаниновский»
- муниципальный округ «Жулебино» → муниципальный округ «Посёлок Некрасовка»

### Упразднение районных советов в октябре 1993 года
В 1991—1993 годах в Москве исполнительная власть (префекты, супрефекты) была реорганизована по новому административному делению (административные и муниципальные округа), при этом территориальное деление представительной власти (Московский городской и подчинённые ему советы народных депутатов) была организована по старому административному делению (районы, существовавшие к 1991 году).
В результате этого потеряли право формировать органы исполнительной власти и контролировать их деятельность. В ходе острого конституционного конфликта 21 сентября — 4 октября 1993 года советы выступили против президента России Б. Н. Ельцина. В результате 7 октября 1993 года указом Президента Российской Федерации № 1594 они были распущены.

### Объединение муниципальных округов
В 1993 году были объединены муниципальные округа Тропарёво и Никулино.
В 1994 году были также объединены муниципальные округа «Кутузовский» и «Дорогомиловский», а также вновь объединены Южное Измайлово и «Ивановское».
В 1995 году муниципальный округ «Загородный» был включён в состав муниципального округа «Донской», а «Симоновский» и «Павелецкий» — в состав муниципального округа «Даниловский».
- Тропарёво + Никулино → Тропарёво-Никулино (1993 г.[27])
- муниципальный округ «Кутузовский» → муниципальный округ «Дорогомиловский» (1994 г.[28])
- муниципальный округ «Южное Измайлово» → муниципальный округ «Ивановское» (1994 г.[29])
- муниципальный округ «Загородный» → муниципальный округ «Донской» (1995 г.[30])
- муниципальный округ «Павелецкий» → муниципальный округ «Даниловский» (1995 г.[30])
- муниципальный округ «Симоновский» → муниципальный округ «Даниловский» (1995 г.[30])

### Разделение на районы
5 июля 1995 года был принят закон «О территориальном делении города Москвы», в котором муниципальные округа были заменены районами. В законе говорилось о 10 административных округах, в состав которых входили 128 муниципальных районов (в том числе три посёлка с правами районов — Внуково, Восточный и Северный), а также 13 территориальных единиц с особым статусом (ТЕОС).
С 1993 года по 1997 год представительной власти на уровне ниже общегородского в Москве не было. В соответствии с Законом города Москвы от 11 сентября 1996 года «О районной управе в городе Москве» супрефектов заменили главы районных управ. Глава управы назначался советниками районного собрания по представлению мэра и возглавлял само собрание и администрацию района. 14 декабря 1997 года прошли первые выборы советников 128 районных собраний, после чего были сформированы районные управы и назначены их главы.
В 1997 году Бусиново было включено в Западное Дегунино, Мосфильмовский район — в Раменки, Очаково и Матвеевское были объединены.
- район Бусиново → район Западное Дегунино (1997 г.[32])
- Мосфильмовский район → район Раменки (1997 г.[32])
- район Очаково + район Матвеевское → район Очаково-Матвеевское (1997 г.[32])

С 2001 года по 2002 год существовала также ТЕОС «Водный стадион», расположенная на части территорий Левобережного, Головинского и Войковского районов.
В 2002 году все ТЕОС были выведены из административного деления Москвы, их территории вошли в состав других районов города. Город стал делиться только на районы и округа.

### Включение ТЕОС и территорий в состав районов
- Территория Москва-Сити — Пресненский район
- Территория ТСХА — Тимирязевский район
- ТЕОС «Шереметьевский» — Останкинский район (2002 г.[37][38])
- ТЕОС «Лосиный остров» — районы Метрогородок и Гольяново
- ТЕОС «Парк Сокольники» — район Сокольники
- ТЕОС Парк Измайловское — район Измайлово
- ТЕОС ЗИЛ — Даниловский район
- ТЕОС Коломенское — район Нагатинский Затон
- ТЕОС Царицыно Парк — район Царицыно
- ТЕОС Битцевский парк — район Ясенево
- ТЕОС МГУ — район Раменки
- ТЕОС «Китай-город» — район Арбат и Тверской район (2002 г.[37])

### Изменения в Зеленограде
В 1995 году Зеленоград был разделён на районы № 1, № 2, № 3, № 4 и Крюково. Сначала номерные округа были реорганизованы в районы Матушкино, Савёлки, Старое Крюково и Силино; а затем в 2002 году реорганизованы с включением ТЕОС Зеленоградская в районы Панфиловский и Матушкино-Савёлки. 1 января 2010 года было восстановлено прежнее деление. Сейчас Зеленоград делится на 5 районов — Матушкино, Савёлки, Старое Крюково, Силино и Крюково.

## Расширение границ Москвы в 2011—2012 годах

### Предварительная корректировка границ

Границы административных округов и районов Москвы по состоянию на 1 июля 2012 года (после присоединения в декабре 2011 года— Люберецких полей к Москве, отказа Москвы от претензий на Шереметьево и изменения принадлежности части территорий в Толстопальцеве; в июле 2012 года — остальных территорий)

В июне 2011 года мэр Москвы Сергей Собянин и губернатор Московской области Борис Громов подписали новое соглашение о границе между Москвой и Московской областью, которое до этого не удавалось подписать более чем 10 лет. Это соглашение было позднее одобрено Мосгордумой и Мособлдумой, а затем и Советом Федерации 13 июля 2011 года.
В результате 264 земельных участка поменяли свою территориальную принадлежность. Москве были переданы 102 земельных участка общей площадью 723,46 гектара, из которых 578,9 гектаров — Люберецкие поля аэрации, ранее входившие в состав Люберецкого муниципального района. В свою очередь Московской области передали 162 земельных участка общей площадью 328,45 гектара, в том числе из посёлка Толстопальцево — 216 гектаров.
Также Москва отказалась от территориальных претензий на аэропорт «Шереметьево», который ранее по законам Москвы входил в состав Молжаниновского района, а по законам Московской области в состав городского округа Химки.
Остальные изменения в основном касаются уточнения границ вблизи МКАД, а также в «протуберанцах» Москвы: районах Южное Бутово, Северный и Митино.

### Расширение границ с 1 июля 2012 года
27 декабря 2011 года Совет Федерации утвердил Соглашение между властями Москвы и Московской области, согласно которому с 1 июля 2012 года в состав столицы из области переданы территории общей площадью примерно 148 тыс. га, увеличив её площадь примерно в 2,5 раза. В Москву включены:
- 19 муниципальных образований (3 городских поселения и 16 сельских) целиком из Ленинского, Наро-Фоминского, Подольского районов, а также 2 городских округа, образовав два новых округа за пределами МКАД: Новомосковский и Троицкий. Троицкий округ стал самым большим по площади, но самым маленьким по населению. Москва стала граничить с Калужской областью.
- 3 отдельных участка за пределами МКАД включены в Западный округ: Сколково (протуберанец), Рублёво-Архангельское (часть уже существующего эксклава и новый эксклав), Конезавод, ВТБ (эксклав).

Также небольшой участок из района Куркино передан городскому округу Химки Московской области.
С 1 июля 2012 года вступила в силу новая редакция закона «О территориальном делении Москвы». Согласно ему в административном плане Москва как и раньше разделена на административные округа, в состав которых входят районы или поселения. Поселения — новый тип территориальных единиц Москвы, которые были образованы на землях, включённых в состав Москвы из Московской области. В общей сложности на территории Москвы было создано 21 поселение. 2 поселения образованы из городов областного подчинения Троицка и Щербинки; 3 поселения (Московский, Кокошкино и Киевский) — из города районного подчинения (Московский) и посёлков городского типа (дачный посёлок Кокошкино, рабочий посёлок Киевский) с административной территорией (подчинёнными населёнными пунктами).
Новомосковский административный округ:
- поселение Воскресенское
- поселение Внуковское
- поселение Десёновское
- поселение Кокошкино
- поселение Марушкинское
- поселение Московский
- поселение «Мосрентген»
- поселение Рязановское
- поселение Сосенское
- поселение Филимонковское
- поселение Щербинка

Троицкий административный округ:
- поселение Вороновское
- поселение Киевский
- поселение Клёновское
- поселение Краснопахорское
- поселение Михайлово-Ярцевское
- поселение Новофёдоровское
- поселение Первомайское
- поселение Роговское
- поселение Троицк
- поселение Щаповское

Одновременно скорректировано и муниципальное деление Москвы: в Москве появилось три типа муниципальных образований с различными полномочиями: муниципальные образования, существовавшие в «старой» Москве и совпадающие в своих границах с районами города, переименованы в муниципальные округа; имевшие в Московской области статус городских и сельских поселений получили статус «поселение»; а имевшие статус городского округа в составе Москвы также именуются «городскими округами».

### Реформа управления в Новой Москве в 2024 году
С 8 мая 2024 года административно-территориальное и муниципальное деление территории Новой Москвы были изменены. В апреле 2024 года в Московскую городскую Думу были внесены законопроекты о преобразовании системы управления ТиНАО, а 8 мая 2024 года были приняты соответствующие законы об административно-территориальной и муниципальной реформе территорий Новой Москвы. Согласно принятым законам все 21 поселение и соответствующие им муниципальные образования в Новой Москве были упразднены. Вместо них были созданы 8 административных районов и соответствующие им 7 муниципальных округов и 1 городской округ (Троицк). Отнесение новых районов к Новомосковскому и Троицкому административным округам было установлено распоряжением мэра Москвы 14 мая 2024 года.
- Новомосковский административный округ
  - Внуково
  - Коммунарка
  - Филимонковский
  - Щербинка
- Троицкий административный округ:
  - Бекасово
  - Вороново
  - Краснопахорский район
  - Троицк (городской округ)

При этом был произведен частичный обмен территориями с административными округами «старой» Москвы:
- Район Внуково перешел из Западного административного округа в Новомосковский и стал частью нового образованного района Внуково, в результате чего количество районов «старой» Москвы сократилось на один до 124.
- Часть территории района Южное Бутово (Юго-Западный административный округ) перешла в состав нового образованного района Щербинка (Новомосковский административный округ).
- Части территории поселения Московский (Новомосковский административный округ) перешли в состав районов Солнцево и Ново-Переделкино (Западный административный округ).

В результате проведенной реформы Москва административно стала состоять из 132 районов в составе 12 административных округов, при этом в границах районов образовано соответствующее число муниципальных образований, в том числе 131 муниципальный округ и 1 городской округ.